# Aleksandr Galimov
Pour les articles homonymes, voir Galimov.
Aleksandr Saïdguereïevitch Galimov – en russe : Александр Саидгереевич Галимов (Aleksandr Saidgereevič Galimov) — (né le 2 mai 1985 à Iaroslavl en République socialiste fédérative soviétique de Russie et mort le 12 septembre 2011 à Moscou en Russie) est un joueur professionnel russe de hockey sur glace. Il est d'origine tatare. Il évolue toute sa carrière au poste d'attaquant dans son club formateur du Lokomotiv Iaroslavl. Il dispute sept saisons en élite nationale et compte neuf sélections avec l'équipe de Russie.

## Biographie

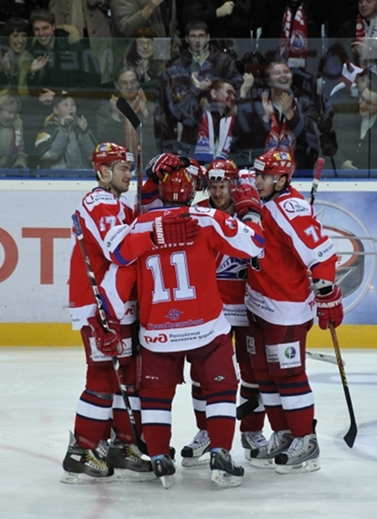
Galimov (11) avec le Lokomotiv Iaroslavl.

### Ses débuts
Galimov commence le hockey sur glace à l'âge de cinq ans. Son premier entraîneur est Nikolaï Kazakevitch au Lokomotiv Iaroslavl. Il participe aux championnats de Russie jeunes avec le Lokomotiv 85. En 1999, l'équipe termine vice-championne de Russie moins de 14 ans derrière le Kristall Elektrostal 85. Le Lokomotiv 85 s'affirme au fil des années comme la meilleure équipe des jeunes né en 1985 en Russie. En effet, elle remporte le championnat national moins de 15 ans en 2000, puis la compétition moins de 16 ans en 2001 et décroche le titre de champion national moins de 18 ans en 2002. Le coéquipier de Galimov, l'attaquant Konstantin Glazatchiov étant l'un des meilleurs pointeurs du pays.
Galimov commence sa carrière en senior en 2002 avec l'équipe réserve dans la Pervaïa Liga, la troisième division russe. Il dispute quatre parties en 2001-2002. L'équipe se place quatrième de la Zone centre de la Pervaïa Liga. Lors de la saison 2002-2003, le Lokomotiv Iaroslavl remporte la Zone centre de la Pervaïa Liga. En 2003-2004, le Lokomotiv 2 termine troisième de cette poule derrière le HK Belgorod et la réserve du HK CSKA Moscou. Galimov marque vingt-six buts pour trente-neuf en cinquante-six matchs.

### Premières saisons professionnelles
En 2004, il intègre l'équipe première pensionnaire de la Superliga. Son premier match oppose le Lokomotiv au Salavat Ioulaïev Oufa le 3 septembre 2004 face au Salavat Ioulaïev Oufa. Le match se termine sur un score de parité 2-2 après prolongations. Durant la saison, il est sélectionné pour le championnat du monde junior 2005 avec l'équipe de Russie. Il est aligné par l'entraîneur Sergueï Gersonski sur la troisième ligne d'attaque aux côtés du centre Grigori Chafigouline et d'Aleksandr Nikouline. Il marquer un but face à la Suisse en match de poule. Emmenée par Aleksandr Ovetchkine et Ievgueni Malkine, la Sbornaïa s'impose 7-2 en demi-finale face aux États-Unis. En finale, Galimov compte une assistance sur le but d'Alekseï Iemeline. La Russie est balayée 6-1 par le Canada et remporte la médaille d'argent. Avec le Lokomotiv, il marque deux points en quarante-et-un matchs de saison régulière. Le 17 novembre 2004, il inscrit son premier but en élite chez les Ak Bars Kazan. Il dispute parallèlement neuf matchs avec la réserve marquant six buts. L'équipe entraînée par le Finlandais Kari Heikkilä termine cinquième de la saison régulière. Elle élimine les Ak Bars Kazan en quarts de finale avant de perdre en demi-finale face au Lada Togliatti en trois matchs secs. Le Lokomotiv termine troisième en remportant la petite finale face à l'Avangard Omsk. Galimov joue neuf matchs de ces séries éliminatoires.
Lors de la saison 2005-2006, le Lokomotiv se classe au troisième rang après cinquante-et-un matchs. Galimov inscrit huit points en trente-cinq matchs. Durant les séries éliminatoires, il dispute onze matchs et marque trois buts. La formation de Vladimir Iourzinov est éliminée en perdant les trois matchs de sa demi-finale face aux Ak Bars Kazan après avoir sorti le Sibir Novossibirsk et le Khimik de l'Oblast de Moscou aux tours précédents.
La saison 2006-2007 est difficile pour le Lokomotiv Iaroslavl qui change à trois reprises d'entraîneur. Galimov marque vingt-neuf points, le troisième total de l'équipe derrière Ivan Tkatchenko et Dmitri Vlassenkov. Il est le deuxième buteur de l'effectif avec seize buts, un de moins qu'Ivan Nepriaïev. Ses seize buts sont le meilleur total de sa carrière. Septième de la saison régulière, la locomotive bat le HK Dinamo Moscou en huitième de finale avant que l'Avangard Omsk ne mette fin à sa saison en quart de finale. Le natif de Iaroslavl ajoute deux points en sept parties.
En saison 2007-2008, Heikkilä est de retour pour entraîner l'équipe. Elle termine cinquième de la saison régulière où Galimov marque neuf buts et autant d'assistances. Il n'ajoute pas de points durant la post-saison dont son coéquipier Alekseï Iachine est le meilleur pointeur. L'équipe dispose du Lada Togliatti, du SKA Saint-Pétersbourg en quatre matchs puis du Metallourg Magnitogorsk en trois matchs. Le Salavat Ioulaïev Oufa remporte la finale. Il faut cinq matchs à l'équipe Bachkire pour décrocher le premier titre de son histoire aux dépens du Lokomotiv et son gardien Semion Varlamov.

### Premières sélections internationales

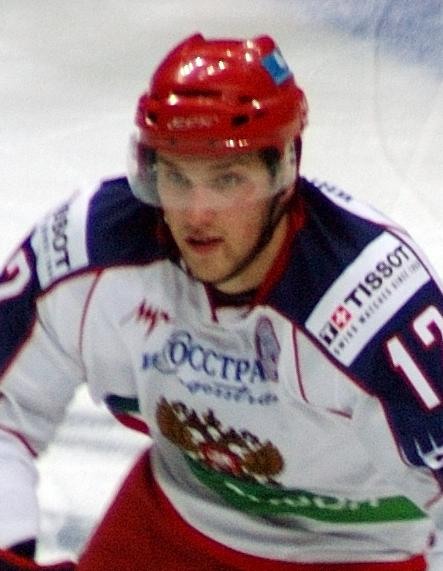
Guennadi Tchourilov et Galimov associé en club le sont également en équipe de Russie.

En 2008, la Superliga est remplacée par une nouvelle compétition en Eurasie, la Ligue continentale de hockey. L'équipe est troisième de la saison régulière derrière le Salavat Ioulaïev Oufa et l'Ak Bars Kazan. Galimov inscrit treize points en cinquante-cinq matchs. Lors du premier match des séries éliminatoires, le Neftekhimik Nijnekamsk remporte la première rencontre 3-2 à Iaroslavl mais perd les trois matchs suivants. Après avoir battu le HC Spartak Moscou en quart de finale, le Lokomotiv est blanchi 3-0 par Ilia Proskouriakov et le Metallourg Magnitogorsk au premier match des demi-finales. L'équipe réagit et remporte la série quatre victoires à une avec deux blanchissages de son gardien Gueorgui Guelachvili lors des deux dernières parties. Il enchaîne son troisième jeu blanc lors du premier match de la finale chez l'Ak Bars Kazan lors d'une victoire 3-0. Lors du deuxième match, le défenseur Andreï Pervychine marque en prolongation et met les deux équipes à égalité une victoire partout. Le Lokomotiv reprend l'avantage à domicile grâce à une nouvelle victoire 3-0. À l'issue du cinquième match, les partenaires d'Alekseï Iachine mènent trois manches à deux et sont à une victoire de la Coupe Gagarine. Mais les panthères des neiges s'imposent dans l'Arena 2000 en prolongations sur un but de l'international finlandais Jukka Hentunen. Lors du match décisif pour le titre, Alekseï Morozov prend le rebond laissé par Guelachvili sur le lancer de Pervychine et inscrit l'unique but de la rencontre jouée à la TatNeft Arena. Les Ak Bars remportent la finale quatre victoires à trois et soulèvent la Coupe Gagarine. Galimov ajoute deux assistances et autant de buts en dix-neuf matchs de séries éliminatoires.
Au cours de la saison 2009-2010, le sélectionneur national Viatcheslav Bykov l'invite à participer à la Coupe Karjala. Le 5 novembre 2009, il honore sa première titularisation en tant que défenseur contre la Finlande pour une victoire 4-3 en fusillade. Lors du mois de janvier, Heikkilä démissionne de son poste d'entraîneur du Lokomotiv et est remplacé par Piotr Vorobiov. Vorobiov aligne Galimov et Tchourilov avec l'ailier Aleksandr Kalianine. Le Lokomotiv conclut la saison régulière avec le septième bilan. En cinquante-deux matchs, le Tatar marque vingt-cinq points. Lors des séries éliminatoires, le Lokomotiv élimine l'Atlant Mytichtchi 3-1 puis le HK Spartak Moscou 4-2. Le Lokomotiv mène la série 3-2 mais ne parvient pas lors des deux derniers matchs à forcer la défense du HK MVD et son cerbère Michael Garnett. L'équipe entraînée par Oļegs Znaroks met fin à la saison des coéquipiers du capitaine Ivan Tkatchenko. La production offensive de Galimov est croissante. Avec quatorze points, il possède le meilleur total de son équipe à égalité avec son partenaire de ligne Guennadi Tchourilov. C'est aussi le quatrième de la ligue derrière Aleksandr Radoulov (dix-neuf points), Niko Kapanen (dix-sept points), Alekseï Tsvetkov (seize points). Avec huit buts, il est avec Radoulov et Kapanen à une longueur d'Aliakseï Ouharaw le meneur dans cette statistique.

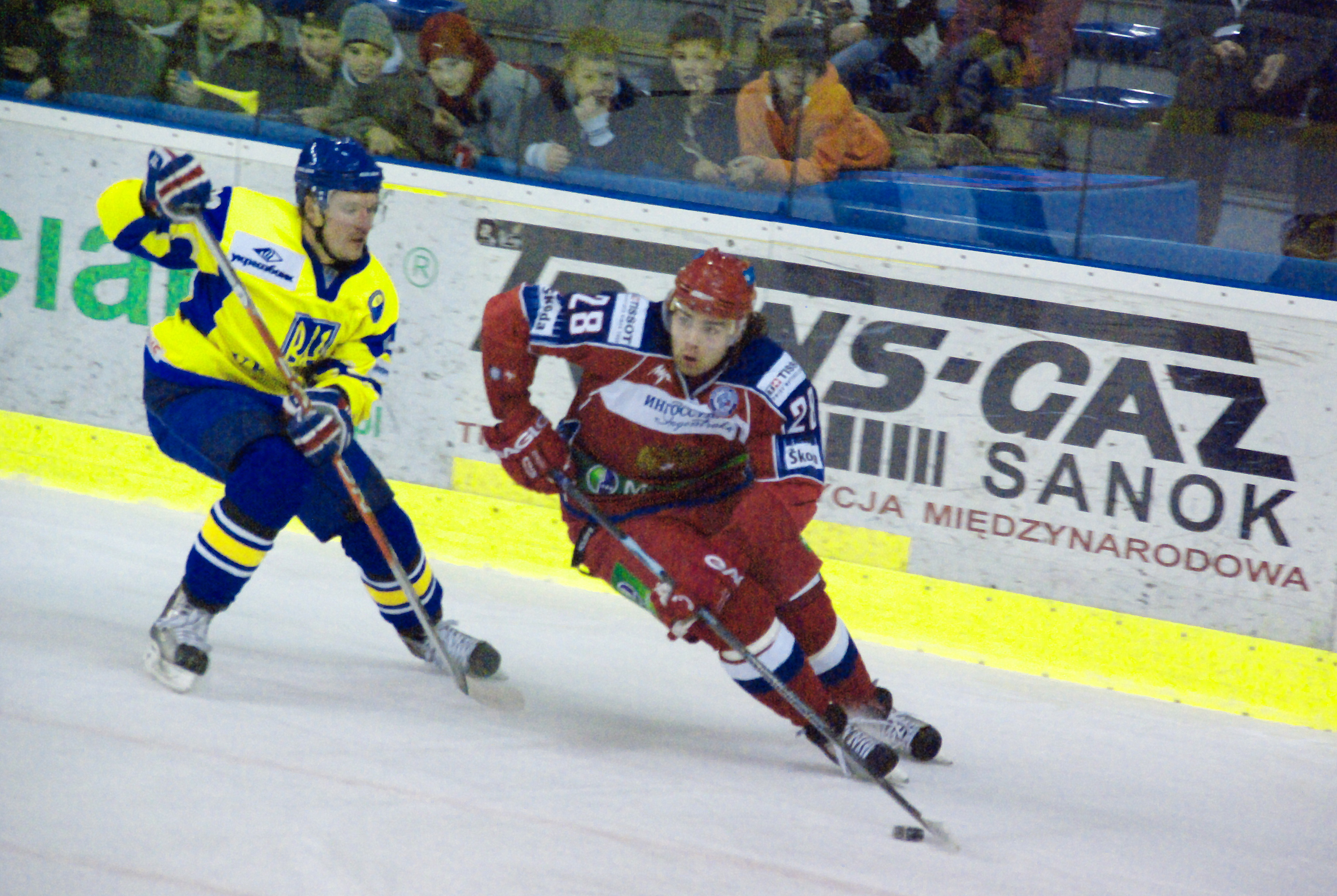
Aleksandr Kalianine est aligné avec Tchourilov et Galimov au Lokomotiv et en équipe nationale russe.

En 2010-2011, Kai Suikkanen est nommé entraîneur du Lokomotiv qui se renforce avec l'arrivée de Pavol Demitra. Au mois de novembre, le Finlandais est démis de ses fonctions et remplacé par Vladimír Vůjtek. Le trio d'attaque que Galimov forme en club avec Tchourilov et Kalianine est reconstitué en équipe nationale durant l'Euro Hockey Tour. Le 12 février 2011, il marque son premier but international contre la Suède au cours d'une défaite 6-2. Il récidive le lendemain en marquant le but de la victoire 4-2 face à la République tchèque. Galimov réalise la saison régulière la plus prolifique de sa carrière avec trente-et-un points en trente-cinq matchs. Le Lokomotiv termine en tête de la Conférence Est et possède le deuxième bilan de la ligue derrière l'Avangard Omsk. Durant les séries éliminatoires, l'équipe bataille en huitième de finale face au Dinamo Minsk et s'impose en sept matchs. En quart de finale, elle élimine le Dinamo Riga quatre succès à un. Lors du cinquième match décisif, Galimov marque deux buts dans le troisième tiers-temps ce qui permet à son équipe d'aller en prolongation. La ligue le désigne meilleur attaquant des quarts de finale. En demi-finale, l'Atlant Mytichtchi de Miloš Říha élimine l'équipe en six matchs en terminant la série sur une large victoire 8-2. Galimov marque quatorze points en dix-huit matchs ce qui le classe dans les dix meilleurs pointeurs des séries éliminatoires. Avec neuf buts, il est avec Kalianine le meilleur buteur du Lokomotiv durant les séries. Son différentiel +/- de +7 est le deuxième de l'équipe à égalité avec Pavol Demitra derrière le +11 de Karel Rachůnek.
Il est sélectionné pour le camp d'entraînement de l'équipe russe pour le championnat du monde 2011. La veille du premier joueur du rassemblement, il a quitte l'équipe en raison de problèmes familiaux. Il est remplacé par Denis Parchine.

### L'accident d'avion
Le 7 septembre 2011, l'avion du Lokomotiv Iaroslavl au départ de Iaroslavl et en direction de Minsk en Biélorussie s'écrase peu après son décollage de l'aéroport Tounochna de Iaroslavl, faisant 43 morts parmi les 45 occupants,. Le vol amenait l'équipe à Minsk pour son match d'ouverture de la saison 2011-2012. Le Lokomotiv partait affronter le Dinamo Minsk. Galimov, brûlé sur 90 % du corps, et un membre de l'équipage, l'ingénieur de vol, Aleksandr Sizov, sont les deux seuls survivants. Il s'est sorti seul de l'épave de l'avion avant d'être sorti de l'eau de la rivière Tounochonka, affluent de la Volga, par un pêcheur qui l'a emmené à l'hôpital de Iaroslavl. En plus de ses brûlures, Galimov a subi de nombreuses fractures et son système respiratoire est très endommagé.

### Sa mort
Dans un état critique, il est transféré le 8 septembre à l'Institut de chirurgie Vichnevski de l'Académie russe des Sciences médicales, à Moscou. Il est maintenu dans un coma artificiel et sous ventilation artificielle. Finalement, le 12 septembre, à 10 h, la mort de Galimov est officialisée. En dépit du traitement, ses forces se sont épuisées et ses brûlures se révélèrent mortelles. Il est enterré le 13 septembre au cimetière de Tchourilkovskom à Iaroslavl après une cérémonie à l'Arena 2000.

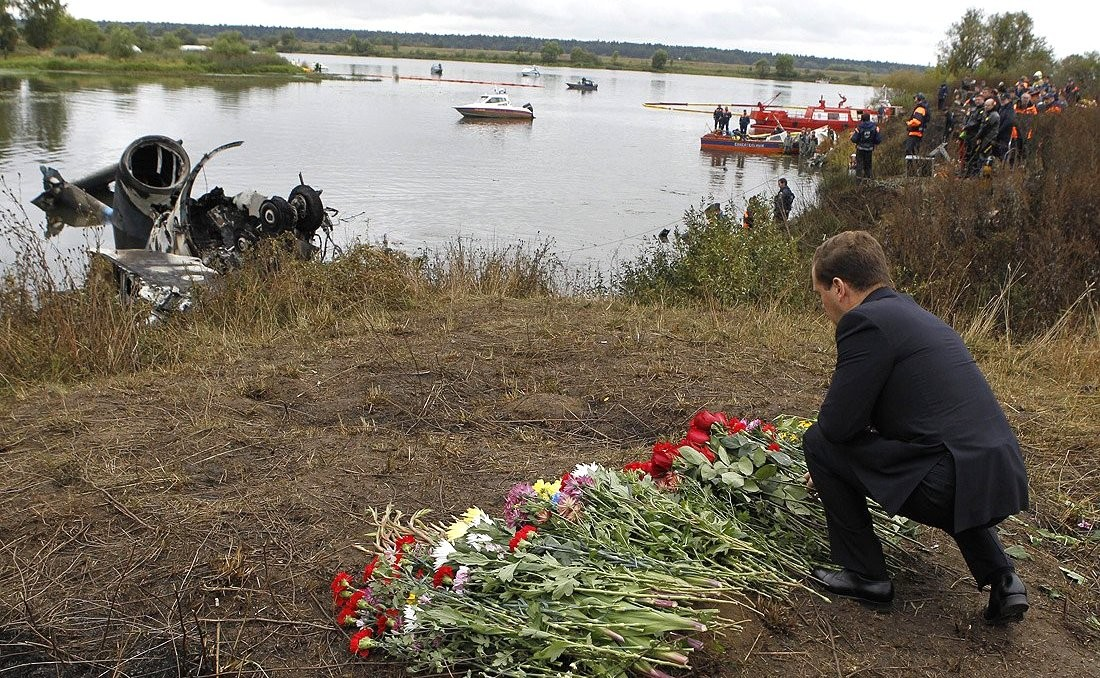
Le président russe Dmitri Medvedev déposant des fleurs devant la carcasse du Yak-42.

Le président du Lokomotiv Iouri Iakovlev parle de Galimov comme « Peut-être l'un des joueurs les plus talentueux de la Russie. Avec un grand avenir, avec de grandes perspectives. ». Le gouverneur de l'Oblast de Iaroslavl Sergueï Vakhroukov déplore la « perte d'un homme brillant. Il aimait les fans et les fans l'adoraient. ».
Son entraîneur lors du mondial junior 2005, Valeri Braguine, décrit Galimov comme quelqu'un d'« heureux, gai et facile à gérer. Le sourire n'a jamais quitté son visage. Il a même réussi à trouver un échec positif. Mais dans le jeu, il était vicieux, impitoyable pour ses adversaires. Même avec un sourire...».
Son équipier Oleg Piganovitch, qu'il a fréquenté dans les équipes de jeunes du Lokomotiv se rappelle que « durant les camps d'entraînements estivaux, Aleksandr aimait les sports où il fallait s'engager. Le football et l'athlétisme. Il aimait gagner ». Son ami Konstantin Glazatchiov, également formé au Lokomotiv déclare ne pas avoir été surpris de lire que « Sacha était sorti lui-même de l'avion après la catastrophe. C'était tout ce qu'il avait - un homme fort et courageux. ».
Vladimír Vůjtek parle de lui comme un « vrai leader. Un homme capable de prendre ses responsabilités dans les moments les plus critiques ».
Son dernier match est une rencontre amicale face au Torpedo Nijni Novgorod le 5 septembre, remportée 5-2. Galimov marque le dernier but en cage vide.
Le double champion olympique Aleksandr Kojevnikov a déclaré avoir parlé de Galimov avec le sélectionneur Zinetoula Bilialetdinov : « il était l'un des candidats à l'équipe nationale pour les Jeux olympiques d'hiver de 2014. Son niveau de jeu, son attitude et son âge. Sacha était peut-être le candidat idéal pour les Jeux olympiques de Sotchi. ». Au cours de ses neuf matchs internationaux senior, il marqué deux buts et une assistance.

## Trophées et honneurs personnels
- Vice-champion de Russie moins de 14 ans : 1999.
- Champion de Russie moins de 15 ans : 2000.
- Champion de Russie moins de 16 ans : 2001.
- Champion de Russie moins de 18 ans : 2002.
- Vainqueur de la Pervaïa Liga - Zone centre : 2003.
- Troisième de la Superliga : 2005.
- Vainqueur de la coupe du champion de la conférence Est : 2009.
- Finaliste de la Coupe Gagarine : 2009.
- Troisième de la KHL : 2011.
- Vainqueur de la Coupe Karjala : 2009[51].
- Vainqueur de la Coupe Pervi Kanal 2010.

## Statistiques

### En club
| Saison    | Équipe                | Ligue        |    | Saison régulière | Saison régulière | Saison régulière | Saison régulière | Saison régulière | Saison régulière |   | Séries éliminatoires | Séries éliminatoires | Séries éliminatoires | Séries éliminatoires | Séries éliminatoires | Séries éliminatoires |
| Saison    | Équipe                | Ligue        | PJ | B                | A                | Pts              | Pun              | +/-              | PJ               | B | A                    | Pts                  | Pun                  | +/-                  |                      |                      |
| 2001-2002 | Lokomotiv Iaroslavl 2 | Pervaïa Liga | 4  | 0                | 0                | 0                | 2                |                  | -                | - | -                    | -                    | -                    | -                    |                      |                      |
| 2002-2003 | Lokomotiv Iaroslavl 2 | Pervaïa Liga | -  | -                | -                | -                | -                | -                | -                | - | -                    | -                    | -                    | -                    |                      |                      |
| 2003-2004 | Lokomotiv Iaroslavl 2 | Pervaïa Liga | 56 | 26               | 13               | 39               | 60               |                  | -                | - | -                    | -                    | -                    | -                    |                      |                      |
| 2004-2005 | Lokomotiv Iaroslavl 2 | Pervaïa Liga | 9  | 6                | 1                | 7                | 2                |                  | -                | - | -                    | -                    | -                    | -                    |                      |                      |
| 2004-2005 | Lokomotiv Iaroslavl   | Superliga    | 41 | 1                | 1                | 2                | 37               | -3               | 9                | 0 | 0                    | 0                    | 0                    | 0                    |                      |                      |
| 2005-2006 | Lokomotiv Iaroslavl   | Superliga    | 35 | 5                | 3                | 8                | 46               | +3               | 11               | 3 | 0                    | 3                    | 2                    | -1                   |                      |                      |
| 2005-2006 | Lokomotiv Iaroslavl 2 | Pervaïa Liga | 3  | 1                | 1                | 2                | 0                |                  | -                | - | -                    | -                    | -                    | -                    |                      |                      |
| 2006-2007 | Lokomotiv Iaroslavl   | Superliga    | 54 | 16               | 13               | 29               | 50               | +11              | 7                | 1 | 1                    | 2                    | 10                   | -1                   |                      |                      |
| 2007-2008 | Lokomotiv Iaroslavl   | Superliga    | 51 | 9                | 9                | 18               | 45               | +3               | 10               | 0 | 0                    | 0                    | 14                   | -1                   |                      |                      |
| 2008-2009 | Lokomotiv Iaroslavl   | KHL          | 55 | 7                | 6                | 13               | 28               | +4               | 19               | 2 | 2                    | 4                    | 8                    | +3                   |                      |                      |
| 2009-2010 | Lokomotiv Iaroslavl   | KHL          | 52 | 13               | 12               | 25               | 46               | +13              | 16               | 8 | 7                    | 15                   | 13                   | +4                   |                      |                      |
| 2010-2011 | Lokomotiv Iaroslavl   | KHL          | 53 | 13               | 19               | 32               | 31               | +15              | 18               | 9 | 5                    | 14                   | 10                   | +7                   |                      |                      |

### En équipe nationale
| Année | Évènement                   |   | PJ | B | A | Pts | Pun | +/-               |  | Résultat |
| 2005  | Championnat du monde junior | 6 | 1  | 2 | 3 | 0   | +2  | Médaille d'argent |  |          |
| 2009  | Coupe Karjala               | 3 | 0  | 1 | 1 | 0   | -1  | Première place    |  |          |
| 2010  | Coupe Pervi Kanal           | 3 | 0  | 0 | 0 | 6   | +1  | Première place    |  |          |
| 2011  | LG Hockey Games             | 3 | 2  | 0 | 2 | 2   | 0   | Deuxième place    |  |          |

## Vie privée
Il est le fils de Saïdguereï Galimov. Il a eu une fille Kristina, née en 2009, avec sa femme Marina. Il est musulman. Il pratique la pêche et la chasse dont celle du sanglier qu'il exerce avec son père et des amis comme Konstantin Glazatchiov. Il aime le snowboard et faire du quad.